# المقروض (مذيخرة)

تعديل مصدري - تعديل

المقروض هي إحدى قرى عزلة حليان بمديرية مذيخرة التابعة لمحافظة إب، بلغ تعداد سكانها 1067 نسمة حسب تعداد اليمن لعام 2004.